# Circumferència circumscrita

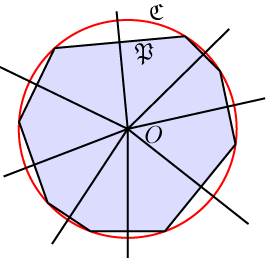
Circumferència circumscrita,, i circumcentre,, d'un polígon cíclic,

La circumferència circumscrita (o de vegades, el cercle circumscrit o circumcercle) d'un polígon que en tingui és la circumferència que passa per tots els vèrtexs d'aquest polígon. El centre d'aquesta circumferència s'anomena circumcentre, i el seu radi s'anomena circumradi. Un polígon que té una circumferència circumscrita s'anomena polígon cíclic o inscriptible; tots els polígons regulars simples, tots els triangles i tots els rectangles són cíclics, i un cas important són els quadrilàters cíclics.
El circumcentre d'un polígon cíclic equidista de tots els seus vèrtexs i, per tant, és la intersecció de les mediatrius dels costats del polígon.
Una qüestió relacionada amb la circumferència circumscrita és el problema del cercle més petit, que tracta de buscar el cercle d'àrea mínima que conté completament el polígon.

## Circumferència circumscrita a un triangle

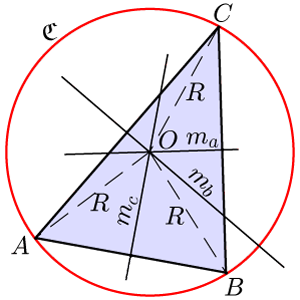
Circumferència circumscrita a un triangle i ortocentre

### Existència
Qualsevol triangle és un polígon cíclic, això és, té una circumferència circumscrita que passa pels seus tres vèrtexs. En efecte, si el punt {\displaystyle O} és la intersecció de les respectives mediatrius {\displaystyle m_{c}} i {\displaystyle m_{a}} dels costats {\displaystyle AB} i {\displaystyle BC} del triangle {\displaystyle \triangle ABC}, aquest punt {\displaystyle O} equidista dels vèrtexs {\displaystyle A} i {\displaystyle B} i dels vèrtexs {\displaystyle B} i {\displaystyle C}, o sigui que
Resulta 
i el punt {\displaystyle O} també és de la mediatriu {\displaystyle m_{b}} del costat {\displaystyle AC} i equidistant als tres vèrtexs {\displaystyle A}, {\displaystyle B} i {\displaystyle C} del triangle {\displaystyle \triangle ABC}. En conseqüència, la circumferència {\displaystyle {\mathfrak {C}}} de centre {\displaystyle O} i radi
passa pels tres vèrtexs {\displaystyle A}, {\displaystyle B} i {\displaystyle C} del triangle {\displaystyle \triangle ABC} i n'és, per tant, la circumferència circumscrita a aquest triangle, el radi {\displaystyle R} n'és el circumradi i el punt {\displaystyle O} el circumcentre.

### El circumcentre d'un triangle
L'anterior prova que:
- Les tres mediatrius d'un triangle es tallen en un punt.
- Aquest punt és el circumcentre del triangle, centre de la circumferència circumscrita.

El circumcentre jau a la recta d'Euler ensems amb el ortocentre i el baricentre del triangle.

### Construccions

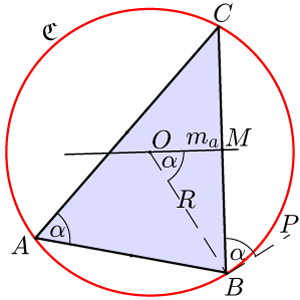
Segona construcció del circumcentre

1. Per determinar el circumcentre d'un triangle, només cal construir les mediatrius de dos costats: el punt on es tallen és el circumcentre del triangle.
2. Una altra determinació del circumcentre {\displaystyle O} és possible a partir de la mediatriu {\displaystyle m_{a}} d'un costat {\displaystyle BC} del triangle {\displaystyle \triangle ABC}. Es tracta de construir el segment {\displaystyle BO} de manera que l'angle {\displaystyle {\widehat {BOM}}} sigui igual a l'angle {\displaystyle {\widehat {A}}} del triangle. Per fer això només cal construir a l'exterior del triangle un segment {\displaystyle BP} amb {\displaystyle {\widehat {PBC}}={\widehat {A}}}. Aleshores, la perpendicular a {\displaystyle BP} que passa pel vèrtex {\displaystyle B} talla a la mediatriu {\displaystyle m_{a}} en el punt {\displaystyle O}, que és el circumcentre del triangle[1].

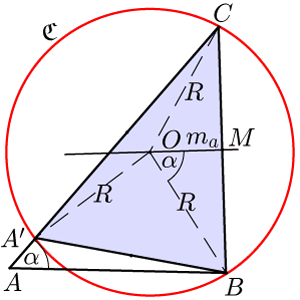
El punt és el circumcentre del triangle

Aquesta darrera construcció es justifica així: si el punt {\displaystyle O} no és l'ortocentre del triangle {\displaystyle \triangle ABC}, aleshores, la circumferència {\displaystyle {\mathfrak {C}}}, amb centre a {\displaystyle O} i que passa pel vèrtex {\displaystyle B}, passa també pel vèrtex {\displaystyle C} perque el centre és a la mediatriu {\displaystyle m_{a}} i talla el costat {\displaystyle AC} en un punt {\displaystyle A'}. Tenim
i
perquè el triangle {\displaystyle \triangle A'OC} és isòsceles, en el qual
i, com que {\displaystyle {\widehat {BOC}}=2\alpha =2{\widehat {A}}}, resulta
i, en el triangle {\displaystyle \triangle BOA'}, que també és isòsceles,
i, aleshores,
cosa impossible si no és que els punts {\displaystyle A} i {\displaystyle A'} coïncideixen i el punt {\displaystyle O} és, efectivament, l'ortocentre del triangle {\displaystyle \triangle ABC}.

### Posicions del circumcentre

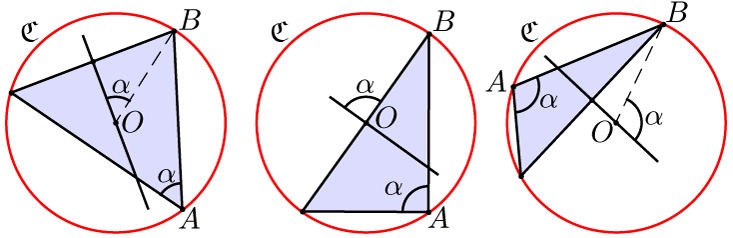
Posicions del circumcentre segons si el triangle és acutangle, rectangle o escalè

Si el triangle és acutangle, el circumcentre és a l'interior del triangle. En els triangles rectangles el segment {\displaystyle OB} ha de fer un angle recte amb la mediatriu i, per tant, el circumcentre {\displaystyle O} és el punt mitjà de la hipotenusa. Finalment, en un triangle escalè, el segment {\displaystyle OB} ha de fer un angle obtús amb la mediatriu i el circumcentre {\displaystyle O} és a l'exterior del triangle.

### Càlcul

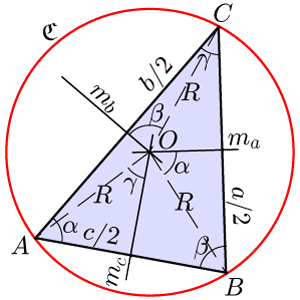
El circumradi i el teorema dels sinus

En els dos triangles rectangles en què la mediatriu {\displaystyle m_{a}} divideix el triangle {\displaystyle \triangle BOC}, la hipotenusa és el circumradi i el catet oposat a l'angle {\displaystyle \alpha } és {\displaystyle a/2}, la meitat del costat {\displaystyle BC}. Aleshores,
o sigui, 
i, de la mateixa manera,
tot obtenint la relació
| {\displaystyle 2R={\frac {a}{\sin {\widehat {A}}}}={\frac {b}{\sin {\widehat {B}}}}={\frac {c}{\sin {\widehat {C}}}}} |

que aporta significat a les proporcions del teorema dels sinus i una de les seves demostracions.

### Circumradi i àrea del triangle
L'àrea d'un triangle i el seu circumradi estan relacionats. Si {\displaystyle S} és l'àrea del triangle {\displaystyle \triangle ABC},
{\displaystyle S={\dfrac {ab\sin {\widehat {C}}}{2}}={\dfrac {bc\sin {\widehat {A}}}{2}}={\dfrac {ac\sin {\widehat {B}}}{2}}}
i, amb les relacions del teorema dels sinus,
{\displaystyle \sin {\widehat {A}}={\dfrac {a}{2R}},\qquad \sin {\widehat {B}}={\dfrac {b}{2R}},\qquad \sin {\widehat {C}}={\dfrac {c}{2R}}}
obtenim
| {\displaystyle S={\dfrac {abc}{4R}}} |

### Circumradi i inradi
Si {\displaystyle r} és l'inradi d'un triangle {\displaystyle \triangle ABC} d'àrea {\displaystyle S},
{\displaystyle S={\dfrac {(a+b+c)r}{2}}}
Aleshores, de
{\displaystyle S={\dfrac {abc}{4R}}={\dfrac {(a+b+c)r}{2}}}
resulta
| {\displaystyle {\dfrac {abc}{a+b+c}}=2rR} |